# Sternotomis itzingeri
Sternotomis itzingeri es una especie de escarabajo longicornio del género Sternotomis, subfamilia Lamiinae. Fue descrita científicamente por Breuning en 1935.
Se distribuye por Kenia, Uganda, Sudán, Tanzania y República Democrática del Congo. Posee una longitud corporal de 18-26 milímetros. El período de vuelo de esta especie ocurre en los meses de febrero y abril.